# Ampezzói-völgy
Az Ampezzói-völgy (Ampezzo-völgy) vagy Ampezzói-katlan, olaszul: Valle d’Ampezzo vagy Conca Ampezzana, ladin nyelven Anpëz vagy Anpezo (Anpëza/Anpëzo), régi német neve Haydental vagy zum Heiden egy nagy kiterjedésű alpesi völgyvidék az észak-olaszországi Dolomitokban, Cortina d’Ampezzo város körül, Belluno megye területén, az Ampezzói-Dolomitok hegycsoportjaival körülvéve. Lakóinak neve németül Ampezzaner, olaszul ampezzani. A katlanon észak-déli irányban keresztülhalad a Boite folyó völgye (Valle del Boite). Jelentős turista- és télisport-központ, pályái és felvonói a Dolomiti Superski regionális szövetséghez tartoznak.
Középkori német nevét, a Hayden-völgyet, Hayden város nevéről, a helyi ladin nyelvű őslakosság Anpëz-nak nevezte, innen olasz neve, Ampezzo. 1923-ban az olasz állam a völgy névadóját, Hayden / Anpëz várost (immár Veneto régió részeként) hivatalosan Cortina d’Ampezzo névre keresztelték át. A régi német Hayden elnevezés azóta kikopott a használatból.
A Boite-völgy községeinek önkormányzatai az Unione montana Valle del Boite nevű együttmműködési szervezetbe tömörülnek.

## Fekvése

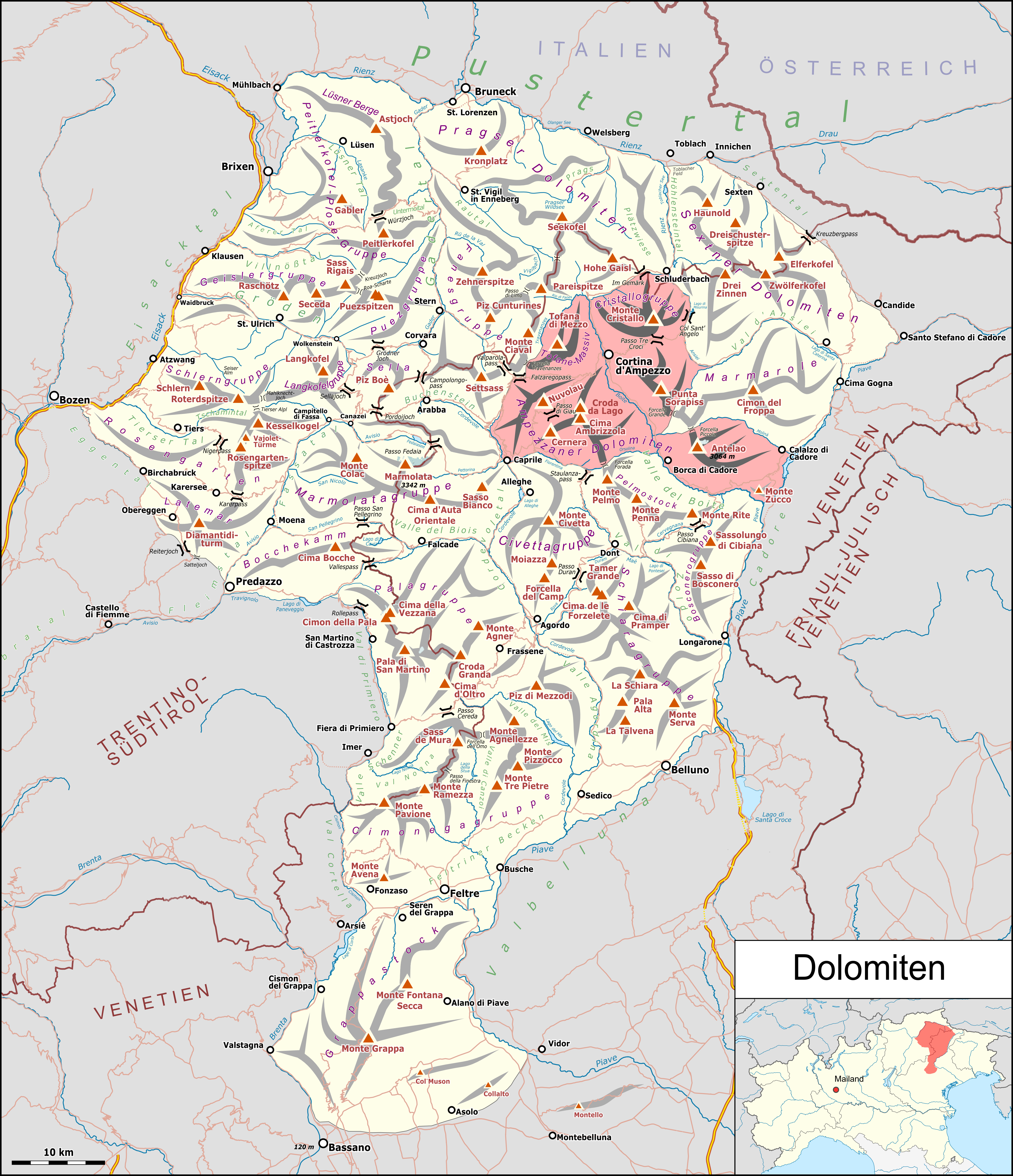
Az Ampezzói-Dolomitok csoportja a Dolomitok térképen

Az Ampezzói-völgy egy nagy kiterjedésű, több irányban nyitott alpesi medence az Északi-Dolomitokban. Egy ősi gleccser legalsó szakasza hozta létre a negyedidőszakban. Körös-körül az Ampezzói-Dolomitok (Dolomiti Ampezzani) hegycsoportja veszi körül, amely az Északnyugati-Dolomitok (Dolomiti Nord-orientali), más néven a Sexteni-Pragsi-Ampezzói Dolomitok (Sextner, Pragser und Ampezzaner Dolomiten / Dolomiti di Sesto, di Braies e d’Ampezzo) hegyvidék részét képezi. (Az egész Dolomitok a Keleti-Alpok része).
Ampezzo névvel gyakran szokták az egész tájegységet is nevezni, beleértve még a katlant körülvevő hegycsoportokat (az Ampezzói-Dolomitokat) is. Az Ampezzói-Dolomitokat körülvevő szomszédos tájegységek: Északon a Puster-völgy, keleten az Ansiei folyó völgye (Val d’Ansiei), délkeleten a Cadore, délnyugaton az Agordino-vidék (Agordo körül), végül délen a Fiorentina-völgy. Az Ampezzói-völgy meghatározó folyóvize az egész katlant észak-déli irányban keresztülvágó Boite folyó. A Boite folyó völgyének e (középső) szakasza az Ampezzói-völgy nyugati-déli részét lefedi, emiatt az egész Ampezzói-völgyet (pontatlanul, de igen elterjedten) Boite-völgynek is nevezik. Az Ampezzo-völgy teljes egészében a Boite vízgyűjtő területén fekszik, a völgy területén a folyó számos kisebb mellékfolyót, hegyi patakot, zúgót fogad magába.
Az Ampezzói-völgy egésze Cortina d’Ampezzo városnak, a völgy főhelyének közigazgatási területéhez tartozik, mely ma Belluno megye, Veneto régió része. 1919-ig Cortinától (akkori nevén Haydentől) délre húzódott a Habsburg Birodalom (később Osztrák–Magyar Monarchia és a Velencei Köztársaság (később az Olasz Királyság) közötti államhatár. Cortinától 7,5 km-re délre, a Boite völgyben futó SS-51-es főúton, Dogana (magyarul Vám) falunál volt az egykori vámhivatal, ma a Dogana Vecchia (Régi Vámház) nevű vendéglő működik benne.

## Történelme
Ampezzói-völgy történelme megegyezik Hayden / Anpëz város történelmével. A kora középkorból kevés részletet ismerünk, az egész Cadore-vidék a 6. századtól kezdve a longobárdok uralma alá jutott. Ekkor születtek a községi önkormányzat első törvényei (Regules), amelynek sok eleme 1918-ig fennmaradt. 776-ban a longobárdokat Nagy Károly frankjai követték, ekkor alakult ki a völgy északi részén, a Gemärk-hágónál (Cimabanche) máig érezhető német–ladin nyelvi határ. 951-től a Cadore-vidék – Verona és Aquileia városokkal együtt – a Bajor Hercegség hűbérese lett. 973-tól Hayden / Anpëz völgyét (a Cadorei Grófsággal együtt) II. Henrik bajor herceg a freisingi püspöknek adta, aki Innichen környéki birtokaihoz csatolta. A 11. században IV. Henrik császár az Aquileiai patriarkátusnak adta, 1080 körül Biburgi Henrik pátriárka a Boite folyó felső völgyében felépítette a stratégiai fekvésű Peutelstein fellegvárat (Castello di Podestagno). 1156-ból származik az „Ampezzo” név első azonosítható, dokumentált említése, latinos formában: egy földbirtok-vásárlási szerződésben írnak „Ampitium Cadubri”-ról (azaz Cadorei Ampezzóról). Az oklevelet San Vito di Cadore község levéltára őrzi.
Ősidők óta Hayden városán át vezetett a strada de Alemagna, a Velencéből Németországba vezető fontos kereskedelmi út. 1420-ban Velence meghódította az Aquileiai patriarkátust, de facto kiszakítva azt a Birodalom területéből. Az itáliai háborúk során 1508-ban II. Gyula pápa megszervezte a Velence elleni cambrai-i ligát, ehhez I. Miksa császár is csatlakozott, hogy elragadott észak-itáliai területeit visszaszerezze. Több sikertelen kísérlet után 1510-ben a németek bevették Peutelstein várát, Hayden / Anpëz meghódolt. 1511-ben Miksa az egész vidéket visszacsatolta a Birodalomhoz, Tirol hercegesített grófság részeként, de megerősítette a helyi önkormányzat kiváltságait (Regoles). Ettől kezdve az Ampezzo-völgy, az egész Cadoréval együtt a Habsburg Birodalomhoz tartozott. 1797-ben Bonaparte tábornok francia forradalmi hadserege elfoglalta, de a Campo Formió-i békeszerződésben visszaadta Ausztriának. 1805-ben a pozsonyi béke után Napóleon az Itáliai Királyság Piave megyéjéhez csatolta. 1813-ban az osztrákok ismét megszállták, 1815-ben a bécsi kongresszus megerősítette a visszacsatolást. Ettől kezdve az Osztrák Császársághoz, Tirol tartományhoz tartozott egészen 1918-ig, az első világháború végéig.
1915-ben az Olasz Királyság hadat üzent az Osztrák–Magyar Monarchiának. Az olasz alpesi csapatok (Alpini) déli és keleti irányból benyomultak az Ampezzói-völgybe. A helyi területvédelmi erők felvették a harcot, de a cs. és kir. hadvezetés (csapaterősítések híányában) védhetetlennek ítélte a frontszakaszt, és rövid idő múlva kiürítette Hayden várost és völgyét. A védekezést a környező hegyláncokban (a Tofanákban, az Ampezzói-Dolomitokban és a Cristallo-hegységben) kialakított hegyi erődvonalak vették át. A magashegyi háború embert próbáló fizikai körülmények között folyt 1917 októberéig, az Isonzó folyó menti frontszakasztól elindított caporettói áttörésig. A menekülő olaszok ekkor kiürítették a Dolomitok térségét, a harcok délebbre, a Piave és a Tagliamento folyók vonalára tevődtek át. Az olaszok csak az 1918. októberi Vittorio Venetó-i csatát követő összeomláskor tértek vissza, az osztrák–magyar csapatok a bekerítést elkerülendő kiürítették a hegyvidéket.
Az 1919-es saint-germaini békeszerződés értelmében Tirol déli része és Trentino az Olasz Királysághoz került. 1923-ban az fasiszta kormányzat az Ampezzo-vidéket leválasztotta a Dél-Tirolról és átcsatolta Veneto tartományhoz, és erőteljes olaszosítást hajtott végre. A második világháború után Dél-Tirolban felerősödött a harc a németek autonómiájáért, így a Gemärk-hágónál húzódó történelmi német–ladin nyelvi határ (a két régió 1923-ban meghúzott határvonala) a 20. század utolsó harmadára a német és az olasz/ladin ajkú lakosságot elválasztó éles nyelvi határrá vált.

## Lakossága
Az Ampezzo-völgy lakosságának többsége napjainkban is ladin idiómát beszélo. A katlan területe hivatalosan kétnyelvűnek van deklarálva, minden hirdetményt és feliratot két nyelven kell elkészíteni, olaszul és ladinul. A 2010-es években megjelentek olyan hírek, hogy az ampezzói lakosságon belül a magukat ladin nyelvűek vallók számaránya 50% alá került volna, de erre nincs bizonyíték.[forrás?]

## Túrázás, sport
Az Ampezzói-völgy, központjában Cortina d’Ampezzo várossal kiemelkedő, nemzetközileg elismert télisport-központ, a városban és környékén 1956-ban téli olimpiát is rendeztek. Az Ampezzói-Dolomitok lejtőin, és a szomszédos völgyekben nagyszámú, kiváló minőségű, gondozott sípálya található, amelyeket nagy kapacitású, korszerű liftek szolgálnak ki, valamennyien a Dolomiti Superski pályaszövetség tagjai. A legismertebb síterepek Cortina körül: Pocol (a Tofanák oldalában), a Monte Faloria és a Monte Cristallo. További síterepek vannak a közeli Falzarego-hágó és Giau-hágó között is. Cortinában fedett városi jégstadion is működik. Nyáron a hegyvidék ideális kiránduló és hegymászóterep, több Dolomiti magashegyi túraút szeli át a völgyet. A sziklafalakon vasalt mászóutak találhatók. Felkereshetők az első világháború emlékei, hegyi erődök, katonatemetők. A Boite folyón vadvízi evezősök találnak szórakozást.